# Роднина, Лидия Алексеевна
Лидия Алексеевна Роднина  (29 сентября 1933, Киев — 10 сентября 2000, Киев) — советский языковед, кандидат филологических наук с 1970.

## Биография
Закончила в 1955 году Киевский университет.
С 1955 работала в Институте языкознания НАН Украины (с 1975 — старший научный сотрудник), с 1991 — старший научный сотрудник Института украинского языка НАН Украины.

## Труда
- монография «Словообразование, синонимия, стилистика» (1982, в соавт.),
- раздел «Суффиксальное словообразование существительных» // «Словообразование современного украинского литературного языка» (1979) и др.

Одна из составителей и редакторов «Словаря языка Шевченко» (т. 1-2, 1964; Государственная премия УССР, 1989), «Словарь украинского языка» (т. 1-11, 1970-80; Государственная премия СССР, 1983), «Словарь синонимов украинского языка» (т. 1-2, 1999—2000) и др.